# Newsbeuter
Newsbeuter ist ein Open-Source-Feedreader im Textmodus für Unix-Systeme und möchte dabei der mutt der Newsreader sein. Die Tastaturbedienung ist vi nachempfunden. Die Liste der Feeds wird in einer Datei mit URLs und optionalen Tags konfiguriert, die integrierte Snownews-Unterstützung erlaubt wie Liferea die Angabe von ausführbaren Programmen als Feeds und Filter.
Mit Version 1.0 können konfigurierbare Begriffe durch reguläre Ausdrücke hervorgehoben werden. Über ein Killfile können Artikel regelbasiert ignoriert werden.